# つくば牡丹園
つくば牡丹園（英語: Peony Garden Tokyo in Tsukuba）は茨城県つくば市に位置する植物園。 550種のボタンや215種のシャクヤクを植栽しており、世界最大級の牡丹庭園である。

## 概要
つくば牡丹園では、550種の牡丹や215種のシャクヤクが栽培され、その数は5万株を超える。すり鉢状の園内には日本式のアーチ橋がかかる池があり、園にはサギやカワセミなどの野鳥が訪れる。
この植物園では「草生栽培」と呼ばれる農法が採用される。この農法では、通常の牡丹やシャクヤクの栽培では駆除される雑草を共生させ、雑草の力によって防虫効果を得て無農薬での栽培を実現する。つくば牡丹園は、この農法で除草剤を使用せずに栽培することで健康的な牡丹やシャクヤクが育つとしている。
また、2019年より牡丹園を運営する株式会社リーフは「サラブレッド堆肥エコシステムプロジェクト」に参加した。このプロジェクトとは、霞ケ浦の水質汚染の原因ともされる馬糞を回収し、発酵堆肥へと転換させるものである。つくば牡丹園はこの堆肥で試験栽培した結果、ボタンやシャクヤクの色や大きさが向上し花期が長くなると伝えた。
2018年より開園30周年を記念してピーターラビットとのコラボレーションが開始された。このコラボレーションではハーブなどを栽培したイギリス風庭園が再現され、園内の飲食店はピーターラビットにちなんだ店舗に改装された。2020年は新型コロナウイルスの影響により短縮営業で開園され、水面に浮かぶシャクヤクの姿などをオンライン配信した。

## 歴史
1989年4月、茎崎観光農園によって開園した。
2016年、茎崎観光農園が民事再生法の適用申請、監督命令をうけたのち、2024年現在まで、株式会社リーフが運営している。